# Nederlandse Patiëntenvereniging
De Nederlandse Patiëntenvereniging (NPV) is een landelijk werkzame organisatie op christelijke grondslag, die zich vanuit patiëntenperspectief bezighoudt met de zorg voor het leven. Dit gebeurt door middel van collectieve en individuele belangenbehartiging, lotgenotencontact, voorlichting en praktische hulp op het gebied van gezondheid en ziekte. De NPV had anno 2017 ongeveer 55.000 leden.

## Doelstelling en werkwijze
De NPV werkt vanuit een christelijke visie. Zij biedt voorlichting, informatie en begeleiding, zodat de patiënt gemakkelijker zijn weg kan vinden in de zorg. Zij biedt patiënten tegenwicht tegenover het professionele overwicht dat veel zorgverleners hebben.
In het kader van de collectieve belangenbehartiging neemt de NPV deel aan patiënten- en consumentenplatforms, cliëntenraden van zorginstellingen, etc. Ook wijst men politici regelmatig op het patiëntenperspectief.
In het kader van de individuele belangenbehartiging biedt men onder meer telefonische spreekuren op het gebied van medische en medisch-ethische voorlichting. Onder de naam NPV-Levenswensverklaring wordt een mogelijkheid geboden, de eigen wensen met betrekking tot medische en verpleegkundige zorg tijdig schriftelijk vast te leggen voor het geval men wilsonbekwaam zou worden. Ook heeft de NPV afspraken gemaakt met de zorgverzekeraar Pro Life over een collectieve ledenkorting voor ziektekostenpolissen die aansluiten bij de standpunten van de NPV.
De NPV is mede-oprichter van en participant in het Prof.dr. G.A. Lindeboom Instituut voor medische ethiek.

## Verwante organisaties
- Siriz, voorheen VBOK (Vereniging ter Bescherming van het Ongeboren Kind), beperkt zich tot hulp rond onbedoelde zwangerschap